# Estavayer-le-Lac
Estavayer-le-Lac (en alemán Stäffis am See) es una población y antigua comuna suiza del cantón de Friburgo, situada en el distrito de Broye. El uno de enero de 2017 se unió a 6 otras comunas formando la comuna d'Estavayer. 
Se encuentra situada a orillas del lago de Neuchâtel. 
El uno de enero de 2012 absorbió el territorio de la antigua comuna de Font.

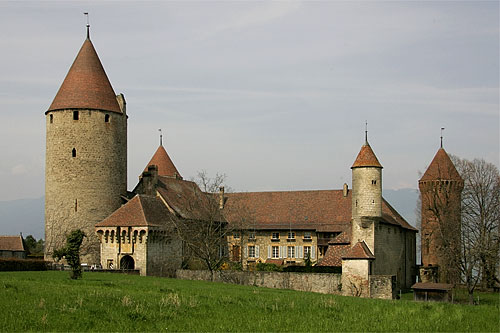
Castillo de Estavayer-le-Lac.

## Transportes
Ferrocarril
Cuenta con una estación ferroviaria en la que efectúan parada trenes regionales.